# Obština Kozloduj
Obština Kozloduj (bulharsky Община Козлодуй) je bulharská jednotka územní samosprávy ve Vracké oblasti. Leží v severozápadním Bulharsku v Dolnodunajské nížině, podél Dunaje u hranic s Rumunskem. Sídlem obštiny je město Kozloduj, kromě něj zahrnuje obština 4 vesnice. Žije zde přes 19 tisíc obyvatel.

## Sídla
Všechna sídla v obštině jsou samosprávná.
- Butan
- Gložene
- Chărlec
- Kozloduj[p 1] (sídlo správy)
- Kriva Bara

## Sousední obštiny
| Růžice kompasu |           |                  |        | Růžice kompasu |
| Růžice kompasu | Vălčedrăm | Sever            |        | Růžice kompasu |
| Růžice kompasu | Vălčedrăm | Obština Kozloduj |        | Růžice kompasu |
| Růžice kompasu | Vălčedrăm | Jih              |        | Růžice kompasu |
| Růžice kompasu | Chajredin |                  | Mizija | Růžice kompasu |

## Obyvatelstvo
K 15. prosinci 2024 v obštině žilo 19 764 obyvatel a bylo zde trvale hlášeno 5 278 obyvatel. Podle sčítání 7. září 2021 bylo národnostní složení následující:
- Bulhaři: 15 591 (89.3 %)
- Romové: 1 751 (10.0 %)
- Turci: 30 (0.2 %)
- ostatní[p 3]: 87 (0.5 %)

V období 2011 až 2021 v obštině ubylo 2 744 obyvatel.